# 趙宗旦
赵宗旦（11世纪—1082年），字子文，北宋宗室。赵元佐之孙，赵允升子。
赵宗旦七岁就像成人一样，选为宋仁宗伴读。宋仁宗即位，赵宗旦超格入选，被侍从诋毁，上书告他的状，宋仁宗说：“宗旦幼年时陪朕学习，勤劳居多，此是朕意，岂能以常格对待他？”他的生母死了，请别择墓地，每年奠祀，后后来作为法律。至和二年（1055年）六月壬辰，以沂州防禦使赵宗旦為密州觀察使。宋英宗治平年间，同知大宗正事。
宋神宗熙宁八年（1075年）十月乙卯，降授彰化留後、知大宗正事赵宗旦復崇信軍節度使，熙宁十年（1077年）二月甲申，崇信軍節度使、知宗正事赵宗旦為右僕射、同中书门下平章事，为大宗正，赐方团金带，不是朝会可以乘肩舆。元丰三年（1080年），九月崇信軍節度使、同平章事、判大宗正事、天水郡公赵宗旦封华阴郡王，加开府仪同三司。主管宗籍十六年，宗子有过错，语重心长加以教诲，一旦做好事就上报皇帝。以前赴朝请的人，都以私丁为侍者，赵宗旦请求官方提供侍者。
元丰五年（1082年）二月，崇信軍節度使、開府儀同三司、華陰郡王赵宗旦薨。宋神宗臨奠，輟視朝二日，贈太尉、滕王，諡号恭孝，允许以旌節印绶从葬。安葬时，又為輟朝。以幼子右內率府副率赵仲曖担任右監門衛率府率。
| 前任者： 韩琦 | 北宋尚书右仆射 1077年—1080年 | 繼任者： 蔡確 |